# Nojiri-juku

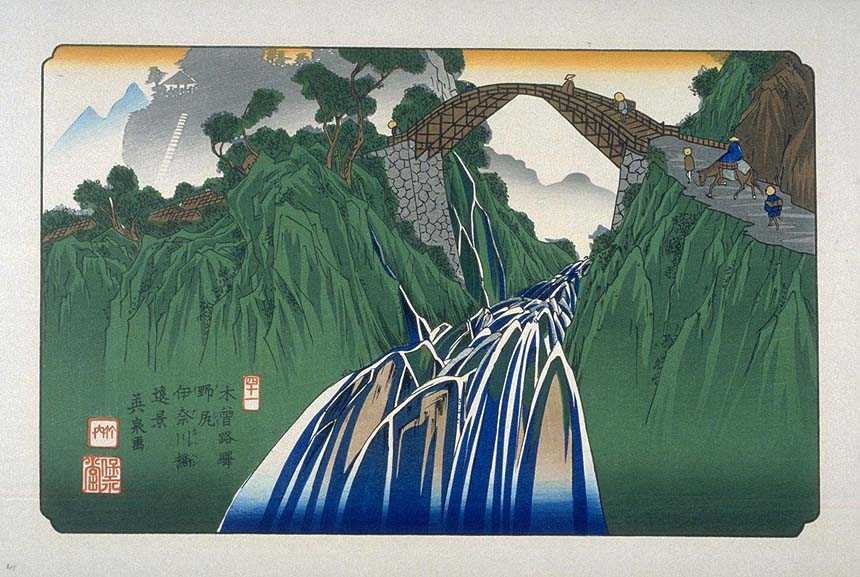
Nojiri-juku, estampe de Keisai Eisen de la série Les Soixante-neuf Stations du Kiso Kaidō.

Nojiri-juku (野尻宿, Nojiri-juku) était la quarantième des soixante-neuf stations du Nakasendō et la huitième des onze stations du Kisoji. Elle est située dans le village actuel d'Ōkuwa, dans le district de Kiso de la préfecture de Nagano au Japon.

## Histoire
Nojiri-juku était la plus longue station du Kisoji après Narai-juku. Du fait de tous les méandres de la route, elle était souvent appelée Nana-mawari (七回り), ce qui signifie « sept virages ». Il y eut en 1791 un grand incendie qui détruisit presque entièrement la station.

## Stations voisines
Nakasendō et Kisoji
Suhara-juku – Nojiri-juku – Midono-juku